# 二道河 (卡岔河支流)
二道河位于中华人民共和国吉林省北部，是卡岔河右岸支流，发源于吉林舒兰市天德乡大房屯北，向北流经榆树市黑林镇郑家炉水库、景阳村（原属谢家乡）、新立镇莲花村、什家村、鹰嘴村、城发乡永富村、泉水村等村屯，于城发乡后四合屯西汇入卡岔河。河长79.8千米，河道平均比降0.4‰，流域面积735平方千米。年均径流量0.687亿立方米。二道河沿岸植被较差，河道弯曲，河槽窄小，水土流失较为严重，洪水时常发生坡水入川现象。